# Economia d'Eslovènia
Eslovènia, que l'1 de gener 2007 es va convertir en el primer dels països admesos a la Unió Europea el 2004 que va adoptar l'euro, és un model d'èxit econòmic i d'estabilitat per a la regió. Amb la renda per capita més alta de l'Europa Central, el país té una infraestructura excel·lent, una força de treball ben formada i una situació estratègica entre els Balcans i l'Europa Occidental. La privatització s'està fent des del 2002 i l'economia té un dels nivells de control estatal més alts de la UE. Les reformes estructurals per millorar la dinàmica empresarial han permès augmentar una mica la participació estrangera en l'economia i han ajudat a fer disminuir l'atur.
El març 2004, Eslovènia es va convertir en el primer país a fer la transició d'estat receptor a soci donador del Banc Mundial. El desembre del 2007, Eslovènia va ser convidada a començar el procés per unir-se a l'OCDE.
Malgrat el seu èxit econòmic, la inversió directa estrangera a Eslovènia s'ha mantingut per sota de la mitjana de la regió i els impostos són relativament alts. A més, el mercat de treball sovint és vist com a inflexible, i les indústries afirmen que estan perdent vendes en benefici d'empreses més competitives de la Xina, l'Índia i altres països.
El 2009, la recessió mundial va provocar una contracció de l'economia --a causa de la caiguda de les exportacions i de la producció industrial-- de més del 6% i un augment de l'atur per sobre del 9%.